# 소정섬
소정섬은 전라남도 신안군 암태면에 있는 섬이다. 특정도서로 지정하여 관리되고 있다.

## 특정도서
소정섬은 파식대, 사구지형, 사취지형이 발달하였고, 희귀식물인 자란, 닭의난초, 왕자귀나무가 서식하고 있어 독도 등 도서지역의 생태계보전에 관한 특별법에 의거 특정도서로 지정되었다.
- 지정번호 : 제93호
- 면적 : 40,463m2
- 지번 : 전라남도 신안군 암태면 고이리 산345, 산346